# Telegraafrellen

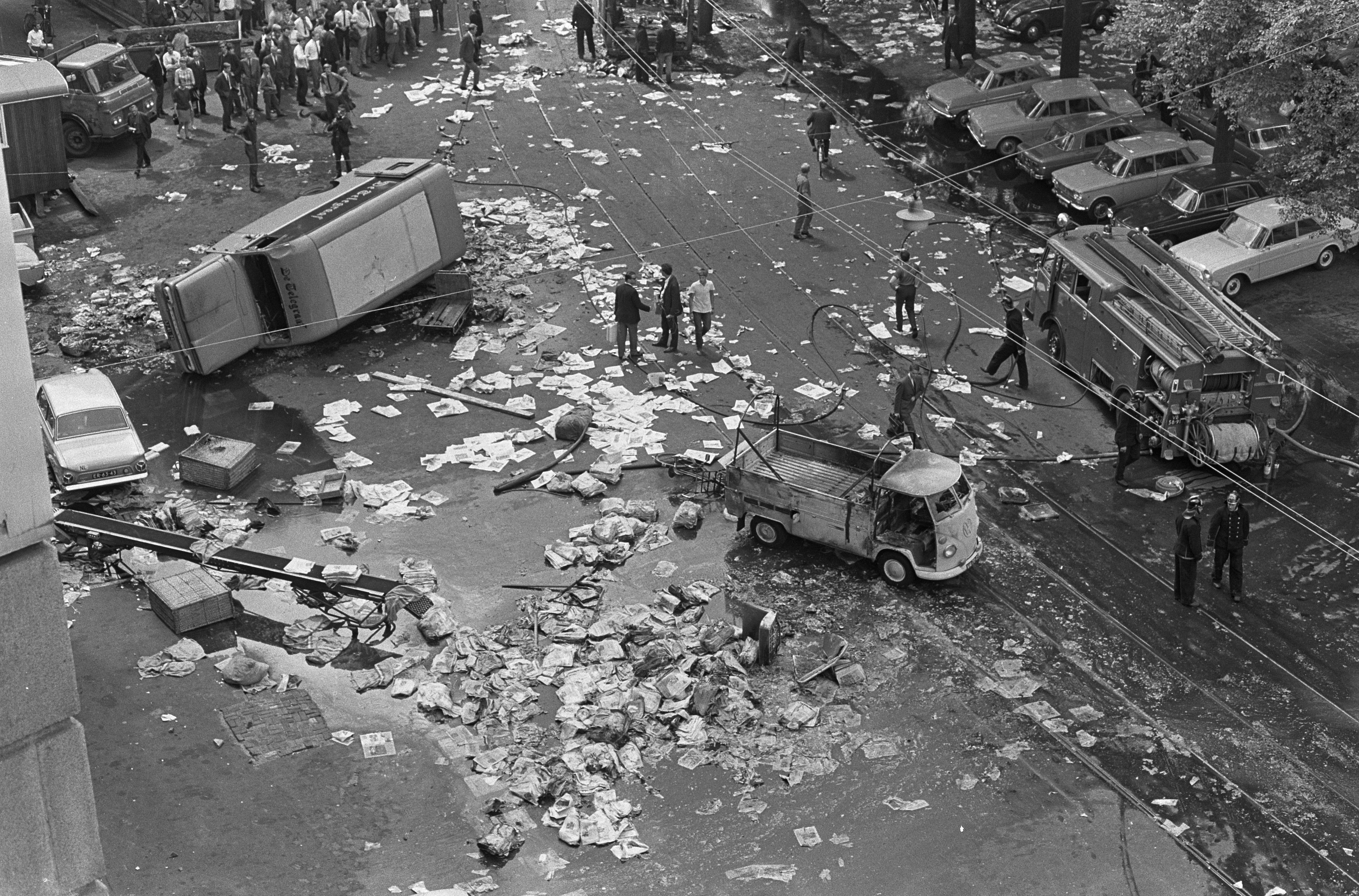
De ravage voor het Telegraafgebouw

De Telegraafrellen of Bouwvakkersoproer was een groot oproer in het centrum van Amsterdam op 13 en 14 juni 1966.

## Aanleiding
Op donderdag 13 juni 1966 was in Amsterdam het begin van de uitbetaling van de vakantiebonnen van de bouwvakarbeiders. Tot woede van velen kregen niet bij een erkende vakbond aangeslotenen 2 procent minder vanwege administratiekosten. De discussies hierover liepen zeer hoog op. Bij de opening van het betaalkantoor kwam het tot enig handgemeen en geduw en getrek. Uiteindelijk greep de politie in met gebruik van de wapenstok.
Buiten het gebouw zakte intussen een van de demonstranten, de 51-jarige voeger Jan Weggelaar (1915-1966), in elkaar. De man werd weggebracht naar een ziekenhuis waar al snel bleek dat hij gestorven was aan een hartaanval, waarbij onduidelijk bleef of die veroorzaakt was door het politieoptreden. Veel bouwvakkers hielden echter wel de politie verantwoordelijk.
Daarop schreef dagblad De Telegraaf in zijn eerste editie van vrijdag, die zoals gewoonlijk rond middernacht verscheen en op straat werd verkocht, dat Weggelaar was getroffen door een steen die zijn mededemonstranten hadden gegooid. Dit maakte bouwvakkers boos. In de volgende editie bracht De Telegraaf als eerste het bericht dat de bouwvakker aan een hartaanval was overleden. Maar het was al te laat. De woede van de bouwvakkers richtte zich die vrijdagochtend tegen het dagblad vanwege de vermeende partijdige berichtgeving. Volgens de demonstranten was de man door politiegeweld overleden. Dat bleek later onjuist.

## Aanval op De Telegraaf

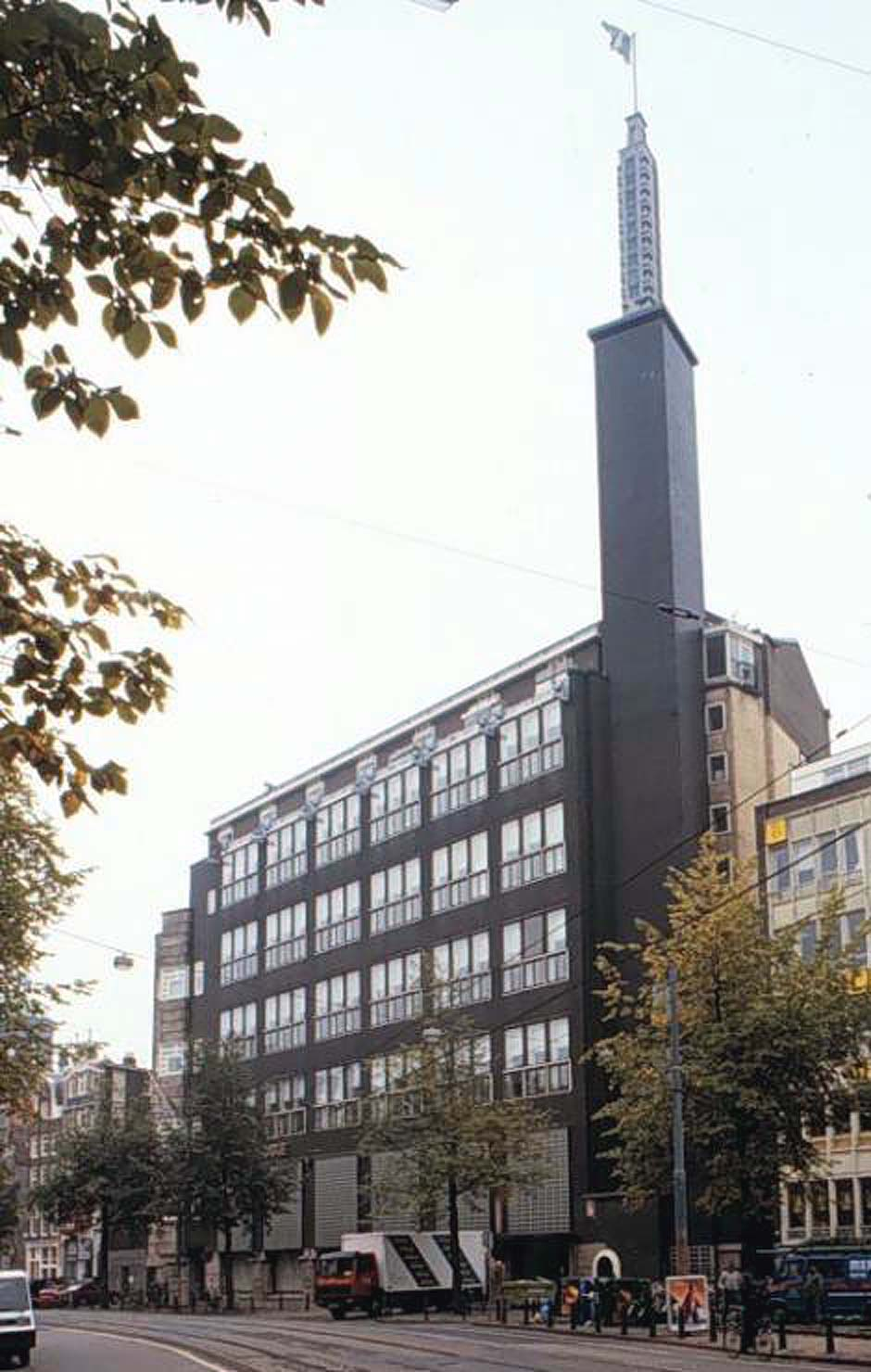
Telegraafgebouw Nieuwezijds Voorburgwal Amsterdam

Bij het toenmalige Telegraafgebouw aan de Nieuwezijds Voorburgwal, waar destijds behalve de redactie ook nog de drukkerij gevestigd was, ontstonden straatgevechten. Daarbij gooiden belagers de vrachtwagens van De Telegraaf om, staken deze in brand en trachtten het gebouw al vechtend binnen te dringen, wat niet lukte. Het Telegraafpersoneel verdedigde zich en bovendien was het gelukt de rolluiken aan de straatzijde tijdig te sluiten. Er werden ook rollen krantenpapier naar buiten gerold en in brand gestoken. De politie arriveerde pas na drie kwartier volgens verslagen van diverse aanwezige medewerkers van De Telegraaf.

## Straatgevechten
Van het Centraal Station tot aan het Spui werden de hele dag straatgevechten met de politie gevoerd, vooral door jongeren en studenten, die in dat jaar de sterke opkomst van de Provo-beweging hadden gezien, inclusief de rookbommen tijdens het huwelijk in maart van prinses Beatrix en prins Claus, ook in Amsterdam.
Het Centraal Station werd op een gegeven moment overdag gesloten - een voorval dat sinds de oorlog niet meer was voorgekomen. Vrijwel alle winkels in het centrum sloten, en trams en bussen reden niet meer, ook niet naar de buitenwijken omdat veel lange lijnen hun beginpunt aan het CS hadden. Op de Wallen hield een ordedienst van pooiers de wacht, en bleef het rustig. 

## Traangas en gewonden

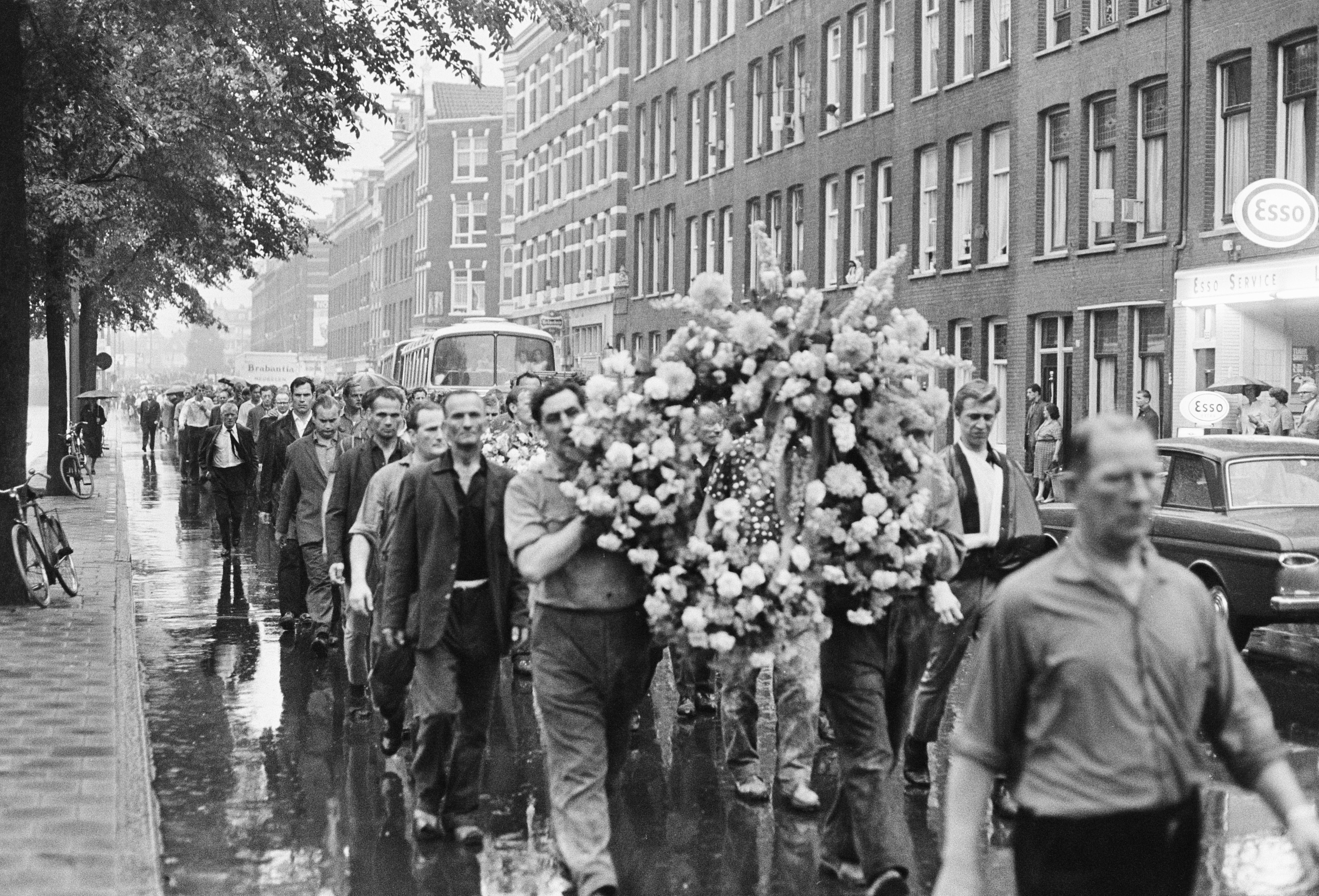
Bouwvakkers met kransen

De ongeregeldheden duurden nog enkele dagen. Na de aanval op De Telegraaf werden ook enkele winkels in het centrum aangevallen en soms geplunderd. Onder politiemensen vielen ruim 20 gewonden tegen 60 onder burgers waarvan er twee door de politie waren neergeschoten. Een daarvan was de fotojournalist Daniël Koning die tijdens de rellen op de Dam door een politiekogel gewond werd. Het was de eerste keer dat de politie in Nederland traangas gebruikte. Jan Weggelaar, de bouwvakker die tijdens de rellen aan een hartaanval overleed, werd vrijdag 17 juni onder grote belangstelling van honderden bouwvakkers begraven. Er ontstonden geen nieuwe ongeregeldheden.

## Politieoptreden
De politie werd versterkt met korpsen uit de omliggende gemeenten, en er werden karabijnbrigades ingezet. De politie voerde harde charges uit. Daarbij raakten mensen onder meer gewond door politiemotoren met zijspan, die een aantal malen met relatief hoge snelheid onverwachts door de smalle stegen tussen het Damrak en de Nieuwendijk en het Rokin en de Kalverstraat reden. Mensen in die stegen hadden geen uitwijkmogelijkheid en werden ofwel aangereden, ofwel met de wapenstok geslagen. De politie werd ook bijgestaan door een opgeroepen peloton van de marechaussee, voorzien van helmen, rieten schilden en lange wapenstok. Zij traden in groepjes op, en zonder aanziens des persoons.

## Bestuurlijke gevolgen
Nederland had sinds de Tweede Wereldoorlog geen ordeverstoring op een dergelijke schaal waargenomen, ook niet in maart van dat jaar tijdens het huwelijk van prinses Beatrix met prins Claus, waarbij rookbommen gegooid werden.
Als gevolg van de rellen moest de toenmalige burgemeester Gijsbert van Hall aftreden. Hem werd door de publieke opinie en ook door de toenmalige kabinet-De Jong verweten dat hij niet voldoende leiding had gegeven en de politie niet in de hand had gehad, wat tot een overmatig gebruik van politiegeweld had geleid. In juli was hoofdcommissaris Hendrik Jan van der Molen al door minister Smallenbroek ontslagen.

## Rapport commissie-Enschedé
De commissie-Enschedé, een regeringscommissie onder leiding van Christiaan Justus Enschedé, bracht in maart 1967 een vernietigend rapport over de aanpak van het Amsterdamse stadsbestuur en de Amsterdamse politie uit. De rellen vormden de opmaat voor herhaalde straatrellen in de vijf jaar daarna, waarbij de politie geleidelijk aan zou leren om niet op elke vorm van vaak opzettelijk provocerend gedrag te reageren.